# Какабаве, Амине
Амине Какабаве (швед. Amineh Kakabaveh; род. 1970, Секкез, Курдистан) — шведский политик левого толка, депутат шведского парламента.

## Биография
Амине Какабаве родилась в курдской семье в Иране, но покинула родину в возрасте 19 лет и перебралась в Швецию.
Какабаве является магистром социальных наук Стокгольмского университета.
В 2006 году шведский журнал «Focus» назвал Амине Какабаве лауреатом номинации «Год Швеции». Награду ей присудили за смелость в привлечении внимания и обсуждении вопросов политики интеграции и за её борьбу за права женщин.
С 2008 года Амине Какабаве стала депутатом шведского парламента по избирательному округу Стокгольма от Левой партии Швеции — после ухода из парламента Перниллы Цетреус, сдавшей мандат из-за синдрома хронической усталости.
В 2017 году Амине Какабаве была членом правления шведской гуманистической организации «Humanisterna» — члена Международного гуманистического и этического союза,.
В одном из интервью в 2017 году Какабаве критиковала ношение религиозно-обусловленных форм одежды, таких как фата, хиджаб, никаб и бурка, полагая это одной из форм принуждения.
28 августа 2019 года исполнительный комитет Левой партии Швеции предложил исключить Амине Какабаве из парламентской работы.

Амине Какабаве вышла из состава Левой партии Швеции и стала беспартийным членом парламента.